# Paul Chapman
Paul William „Tonka“ Chapman (9. června 1954 Cardiff, Glamorgan, Wales – 9. června 2020) byl velšský kytarista. Svou kariéru zahájil koncem šedesátých let v různých lokálních skupinách. V prosinci 1971 nahradil Garyho Moorea na postu kytaristy v kapele Skid Row, která se však zanedlouho rozpadla. V roce 1974 se stal členem kapely UFO, ve které s přestávkou v letech 1975–1978 působil až do roku 1983. V letech 1975 až 1978 byl členem kapely Lone Star. Později hrál například se skupinou Gator Country. Zemřel v den svých 66. narozenin.